# Danmarks Kommunistiske Parti
Die Danmarks Kommunistiske Parti (deutsch Kommunistische Partei Dänemarks; kurz DKP) ist eine 1919 entstandene kommunistische Partei in Dänemark. Sie vertritt einen marxistisch-leninistischen Standpunkt.
1919 als Danmarks Venstresocialistiske Parti (deutsch Linkssozialistische Partei Dänemarks) gegründet, nahm sie 1920 ihren noch bis heute gültigen Namen an.

## Geschichte

### 1919 bis 1945
Die DKP ist die älteste kommunistische Partei in Dänemark. Sie wurde am 9. November 1919 unter Beteiligung von Mitgliedern des Socialdemokratisk Ungdomsforbund (SUF), der Socialistisk Arbejderparti und der Uafhængige Socialdemokrati gegründet.
Die junge Partei war in den ersten Jahren ihrer Existenz von einer ausgeprägten Heterogenität geprägt. 1922 spaltete sich unter der Führung des ehemaligen SUF-Mitglieds Sigvald Hellberg aufgrund der Kritik an der Rolle der Komintern für die Politik der DKP ein Teil der Partei ab und gründete eine eigene kommunistische Organisation. Diese vereinigte sich 1923 wieder mit der DKP.
Die DKP saß vor dem Krieg von 1932 bis 1941 im Folketing. 1941 wurden die Kommunisten von der deutschen Besatzungsmacht verboten. Die meisten Kommunisten wurden verhaftet und in deutsche Konzentrationslager geschickt.

### 1945 bis 1989
Nach dem Krieg war die DKP von 1945 bis 1960 und von 1973 bis 1979 im Parlament vertreten. Die Zahl der Mitglieder sank von etwa 60.000 in den ersten Nachkriegsjahren auf unter 300 heute.
Die DKP war in vielen der neuen sozialen Bewegungen, die in den 1960er Jahren wuchsen und die Grundlage der sogenannten „neuen Linken“ bildeten, relativ schwach, behielt aber einen gewissen Einfluss in der Gewerkschaftsbewegung. Erst nach dem Referendum über die dänische EG-Mitgliedschaft 1972 konnte sie wieder an Boden gewinnen und sich in den 1970er Jahren, teilweise auch in den frühen 1980er Jahren, wieder als Anziehungspunkt für jüngere linke Kräfte etablieren.

### Seit 1989
Die DKP bildete 1989 mit den Linkssozialisten (Venstresocialisterne) und der trotzkistischen Sozialistischen Arbeiterpartei (Socialistisk Arbejderparti) die sozialistisch-grüne Einheitsliste, die seit 1994 im Folketing sitzt. Auf den Parteitagen im Januar und April 1990 sprach sich eine Mehrheit der DKP für eine programmatische Erneuerung aus und wollte die Partei als Ganzes in den Aufbau einer neuen linksgerichteten Partei links der Sozialistischen Volkspartei (Socialistisk Folkeparti) einbeziehen. Eine Minderheit drängte hingegen darauf, die politische Linie und Identität zu bewahren, welche die DKP in den vergangenen Jahrzehnten geprägt hatte. Diese Minderheit spaltete sich von der DKP ab und gründete 1990 das Kommunistische Forum (Kommunistisk Forum), das 1993 seinen Namen in Kommunistische Partei in Dänemark (Kommunistisk Parti i Danmark, KPiD) änderte.
Vor dem 31. Parteitag 1991 traten etwa die Hälfte aller bis dahin registrierten Mitglieder aus der Partei aus (was die Mitgliedschaft auf 2.600 Personen schrumpfen ließ), der Parteivorsitzende Ole Sohn trat zurück und ihm folgte eine kollektive Führung, eine Initiative von Teilen der Mitgliedschaft zur Auflösung der DKP war jedoch erfolglos. Auf dem 32. Parteitag 1992 wurde beschlossen, die 1989 gebildete Einheitsliste zu einer vollständigen Partei auszubauen, wofür die DKP als unabhängige politische und organisatorische Kraft die Grundlage bilden sollte. Gleichzeitig wurden grundlegende Änderungen an Programm und Statut der DKP vorgenommen. Als 1994 die Einheitsliste in das Parlament gewählt wurde, ließ dies Diskussionen über eine mögliche Auflösung der Partei aufkommen, die jedoch keine Mehrheit fanden. Aufgrund schwerwiegender finanzieller Probleme trat die für ein Aufgehen in der Einheitsliste stehende Parteiführung 1995 geschlossen zurück. Die folgenden Jahre waren geprägt durch innerparteiliche Auseinandersetzungen zwischen Befürwortern einer größeren Anbindung der Partei an die Einheitsliste und Befürwortern einer größeren inhaltlichen und organisatorischen Unabhängigkeit von dieser. Erst 2001 konnten diese zugunsten letzterer beendet werden. Die neue Führung richtete die Partei wieder stärker marxistisch-leninistisch aus, suchte Kontakt zu anderen kommunistischen Gruppen in Dänemark sowie international und nahm 2002 erstmals am Internationalen Treffen Kommunistischer und Arbeiterparteien teil. Die innerdänischen Kooperationsbemühungen führten bis heute nicht zu einer Vereinigung der verschiedenen kommunistischen Gruppen und Parteien.
2023 wiedervereinigte sich die DKP jedoch mit der 1993 von ihr abgespaltenen Kommunistisk Parti i Danmark (deutsch: Kommunistische Partei in Dänemark, abgek. KPiD), welche Mitglied der Initiative kommunistischer und Arbeiterparteien Europas war und ebenfalls dem Internationalen Treffens Kommunistischer und Arbeiterparteien angehörte.
Gegenwärtig existieren in Dänemark 2 weitere kommunistische Parteien neben der DKP. Dies sind einerseits die 2000 entstandene antirevisionistische Arbejderpartiet Kommunisterne (deutsch: Kommunistische Arbeiterpartei) und die 2006 von der KPiD abgespaltene Kommunistisk Parti (deutsch: Kommunistische Partei).

## Wahlergebnisse

### Folketingswahlen
Quelle: Folketingets Oplysning
- 1920 (I) 0,4 %
- 1920 (II) 0,3 %
- 1920 (III) 0,4 %
- 1924 0,5 %
- 1926 0,4 %
- 1929 0,3 %
- 1932 1,1 % – 2 Mandate
- 1935 1,0 % – 2 Mandate
- 1939 2,4 % – 3 Mandate
- 1943 verboten
- 1945 12,5 % – 18 Mandate
- 1947 7,0 % – 9 Mandate
- 1950 4,6 % – 7 Mandate
- 1953 (I) 4,8 % – 7 Mandate
- 1953 (II) 4,3 % – 8 Mandate
- 1957 3,1 % – 6 Mandate
- 1960 1,1 %
- 1964 1,2 %
- 1966 0,8 %
- 1968 1,0 %
- 1971 1,4 %
- 1973 3,6 % – 6 Mandate
- 1975 4,2 % – 7 Mandate
- 1977 3,7 % – 7 Mandate
- 1979 1,9 %
- 1981 1,1 %
- 1984 0,7 %
- 1987 0,9 %
- 1988 0,8 %

## Parteitage
| Bezeichnung     | Datum                      |
| --------------- | -------------------------- |
| I. Parteitag    | 9. November 1919           |
| II. Parteitag   | 29. Februar – 1. März 1920 |
| III. Parteitag  | 7. November 1920           |
| IV. Parteitag   | 23. – 25. April 1921       |
| V. Parteitag    | 12. Februar 1922           |
| VI. Parteitag   | 23. Juli 1922              |
| VII. Parteitag  | 17. September 1922         |
| VIII. Parteitag | 28. September 1923         |
| IX. Parteitag   | 2. März 1924               |
| X. Parteitag    | 10. Januar 1926            |
| XI. Parteitag   | 27. August 1927            |
| XII. Parteitag  | 26. Juli 1930              |
| XIII. Parteitag | 29. – 31. Dezember 1932    |

| Bezeichnung      | Datum                          |
| ---------------- | ------------------------------ |
| XIV. Parteitag   | 10. April 1936                 |
| XV. Parteitag    | 24. – 26. Januar 1946          |
| XVI. Parteitag   | 5. – 8. Mai 1949               |
| XVII. Parteitag  | 22. – 25. Mai 1952             |
| XVIII. Parteitag | 21. – 23. Oktober 1955         |
| XIX. Parteitag   | 18. – 20. Januar 1957          |
| XX. Parteitag    | 31. Oktober – 2. November 1958 |
| XXI. Parteitag   | 31. Mai – 3. Juni 1962         |
| XXII. Parteitag  | 5. – 7. November 1965          |
| XXIII. Parteitag | 14. – 16. Februar 1969         |
| XXIV. Parteitag  | 12. – 14. Januar 1973          |
| XXV. Parteitag   | 23. – 26. September 1976       |
| XXVI. Parteitag  | 3. – 6. April 1980             |

| Bezeichnung        | Datum                    |
| ------------------ | ------------------------ |
| XXVII. Parteitag   | 12. – 15. Mai 1983       |
| XXVIII. Parteitag  | April 1987               |
| XXIX. Parteitag    | Januar 1990              |
| XXX. Parteitag     | 12. – 15. April 1990     |
| XXXI. Parteitag    | 1991                     |
| XXXII. Parteitag   | 1992                     |
| XXXIII. Parteitag  | 16. – 17. Juni 2012      |
| XXXIV. Parteitag   | 20. September 2015       |
| XXXV. Parteitag    | 2018                     |
| XXXVI. Parteitag   | 25. – 26. September 2021 |
| XXXVII. Parteitag  | 2022                     |
| XXXVIII. Parteitag | 2. – 3. September 2023   |

## Studentenorganisation
Im September 1968 wurde in Århus die erste Studentenorganisation im Umfeld der DKP gegründet, Danmarks Kommunistiske Studenter (kurz Komm.S.). 1974 wurde ein landesweiter Dachverband geschaffen, die Zahl der angeschlossenen Orts- und Hochschulgruppen wuchs schnell auf 28. Zwischen 1977 und 1982 war Frank Aaen ihr Vorsitzender, später Folketingsabgeordneter für Enhedslisten. Mit dem Zerfall des Ostblocks löste sich 1989 auch die Studentenorganisation auf.

## Medien
Von 1945 bis 1990 gab die Partei die Tageszeitung Land og Folk (dt. Land und Volk) heraus.
Vor 1945 war die Arbejderbladet (dt. Arbeiterzeitung) das Zentralorgan der Partei.
Seit 2001 gibt die Partei vierteljährlich die Zeitschrift Skub (dt. Druck) heraus.

## Parteivorsitzende
| Zeitraum    | Name                                      |
| ----------- | ----------------------------------------- |
| 1919 – 1926 | Ernst Valdemar Christiansen               |
| 1926 – 1927 | Sigvald Hellberg                          |
| 1927 – 1932 | Thøger Thøgersen                          |
| 1932 – 1941 | Aksel Larsen                              |
| 1941 – 1945 | Ib Nørlund (interimsmäßiger Vorsitzender) |
| 1945 – 1958 | Aksel Larsen                              |
| 1958 – 1977 | Knud Jespersen                            |
| 1977 – 1987 | Jørgen Jensen                             |
| 1987 – 1991 | Ole Sohn                                  |
| 1991 – 2003 | kollektive Führung                        |
| seit 2003   | Henrik Stamer Hedin                       |

## Bekannte Mitglieder
- Peter Aalbæk Jensen
- Martin Andersen Nexø
- Ruth Berlau
- Jens-Peter Bonde
- Alfred Jensen
- Hans Kirk
- Hans Scherfig